# La Boulangère a des écus
 La boulangère a des écus  es una opéra-bouffe en tres actos con música de Jacques Offenbach y libreto en francés de Henri Meilhac y Ludovic Halévy. Se estrenó el 19 de octubre de 1875 en el théâtre des Variétés de París. Una segunda versión en tres actos y cuatro escenas se representó el 27 de abril de 1876 también en el Variétés.

## Discografía
- La boulangère a des écus, Lina Dachary, Claudine Collart, Aimé Doniat, Lucien Huberty, Raymond Amade, Orquesta lírica de la ORTF, Jean-Paul Kreder (dir.) - INA 103 00084